# Thomas Morley (tonsättare)

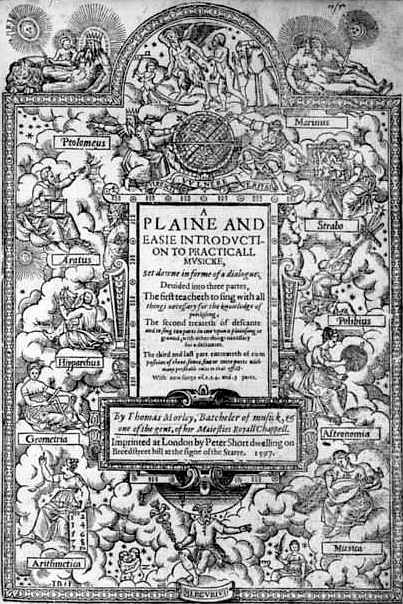
Titelsida av Morleys Plaine and Easie Introduction to Practical Musicke (1597).

Thomas Morley, född 1557 eller 1558 i Norwich, England, död oktober 1602, var en engelsk tonsättare, organist i St Pauls Cathedral och sångare i Royal Chapel.

## Biografi
Morley föddes i Norwich i östra England och var son till en bryggare. Troligtvis sjöng han i den lokala katedralen redan i sin barndom, och han blev körledare där 1583. Han arbetade som sångare i London på 1570-talet och verkar ha studerat med William Byrd vid den tiden, troligen i början av 1570-talet. År 1588 fick han sin kandidatexamen från Oxford, och kort därefter anställdes han som organist i St. Pauls i London.
År 1588 publicerade Nicholas Yonge sin Musica Trans, en samling av italienska madrigaler försedda med engelska texter, vilket startade den explosiva och färgstarka vågen av madrigalstycken i England. Morley fann där sin kompositionsstil, och började kort därefter publicera sina egna samlingar av madrigaler (11 totalt).
Medan Morley försökte imitera Byrds anda i några av sina tidiga sakrala verk, var det i form av madrigaler som han gav sina främsta bidrag till musikhistorien. Hans arbete i genren har funnits med i nutida repertoarer, och visar ett bredare utbud av emotionell färg, form och teknik än några andra kompositörer från denna period. Vanligtvis är hans madrigaler lätta, snabb-rörliga och enkelt sångbara, som hans välkända Now is the Month of Maying (som egentligen är en balett). Han tog intryck av italiensk stil, vilken passade hans personlighet, och anglicerad den. 
Förutom sina madrigaler, skrev Morley instrumental musik, inklusive klaviaturmusik (av vilka några har bevarats i Fitzwilliam Virginal Book), och musik för blandad harmoni, en unik engelsk ensemble av två fioler, flöjt, luta, cittra och bandora.
Morleys Plaine och Easie Introduktion till Practicall Musicke (publicerad 1597) var populär under nästan tvåhundra år efter upphovsmannens död, och är fortfarande en viktig referens för information om 1500-talets komposition och framförande.